# Воскресенский собор Новоиерусалимского монастыря
Воскресе́нский собо́р — православный храм в городе Истра Московской области, главный храм ставропигиального Новоиерусалимского монастыря Русской православной церкви. Построен в 1656—1685 годах. Является уникальным памятником русской архитектуры и крупнейшим строительным начинанием патриарха Никона.

## Структура здания
Воскресенский собор состоит из четырёх взаимосвязанных частей. Собственно собор Воскресения Христа — четырёхстолпный крестово-купольный храм, завершающийся главой. К собору с восточной стороны примыкает подземная церковь во имя святых Константина и Елены (или Константино-Еленинская церковь), которая заглублена на 6 м. С юга поставлена колокольня, разрушенная в 1941 году (сохранились фрагменты первого яруса с приделом Всех Святых), восстановлена в ходе реставрации, начатой в 2011 году. Западная часть собора — ротонда, возведённая над часовней Гроба Господня.

## История строительства здания

### Замысел Никона
Идея Никона состояла в том, чтобы повторить храм Воскресения в Иерусалиме, чертёж и модель которого были даже специально привезены в Москву. Собор в плане соответствует обмерам иерусалимского храма, приведённым в «Проскинитарии» иеромонаха Арсения, была повторена и схема расположения отдельных помещений.
Место также было выбрано не случайно. Царь Алексей Михайлович, побывав в селе Воскресенском заметил: «…место сиа… У понеже прекрасно, подобно Иерусалиму». Однако Иерусалимский храм XII века показался патриарху слишком скромным. Он распорядился украсить возводимый собор сообразно высокому достоинству русской патриархии и вкусам своего времени. Убранство Новоиерусалимского собора состояло из многоцветных изразцов, из которых в интерьере сложены целые иконостасы, а снаружи — наличники, порталы, завершающие стены пояса-карнизы. Воскресенский собор был заложен 1 сентября 1658 года.

### 1658—1666. Строительство при Никоне
При патриархе Никоне строительство собора было практически полностью завершено вчерне, сам собор доведён до сводов. В нём освящены были три церкви: любимое место служения Никона — верхняя Голгофская; расположенная под ней церковь святого Иоанна Предтечи и Успения Богоматери.
Основную часть сложного комплекса составляла огромная полуротонда, переходящая на уровне второго этажа в цилиндр, увенчанный кирпичным шатром. К ней примыкали главный четырёхстолпный храм, завершённый мощной главой, было устроено 29 приделов (а первоначально их предполагалось 365 — по числу дней в году). С востока примыкает подземная церковь Константина и Елены, заглублённая на 6 метров в землю. К южному фасаду центральной части примыкала семиярусная колокольня с часами и пятнадцатью колоколами (самый большой — пятисотпудовый Воскресенский). Верхние ярусы её напоминали колокольню Ивана Великого, нижний ярус занимал Всехсвятский придел.
Зодчими собора были московские мастера Аверкий Мокеев, Иван Белозер и другие, а изразцовое убранство выполнено руками мастеров из Копыси и Мстиславля — Петра Иванова Заборского, Игнатия Максимова.
Ссылка Никона в Ферапонтов монастырь остановила работы в Новом Иерусалиме на 14 лет. По указу царя Алексея Михайловича от 22 декабря 1667 года мастера-строители (всего 31 человек) из Воскресенского монастыря были переведены в Оружейную палату.

### 1682—1694. Завершение здания

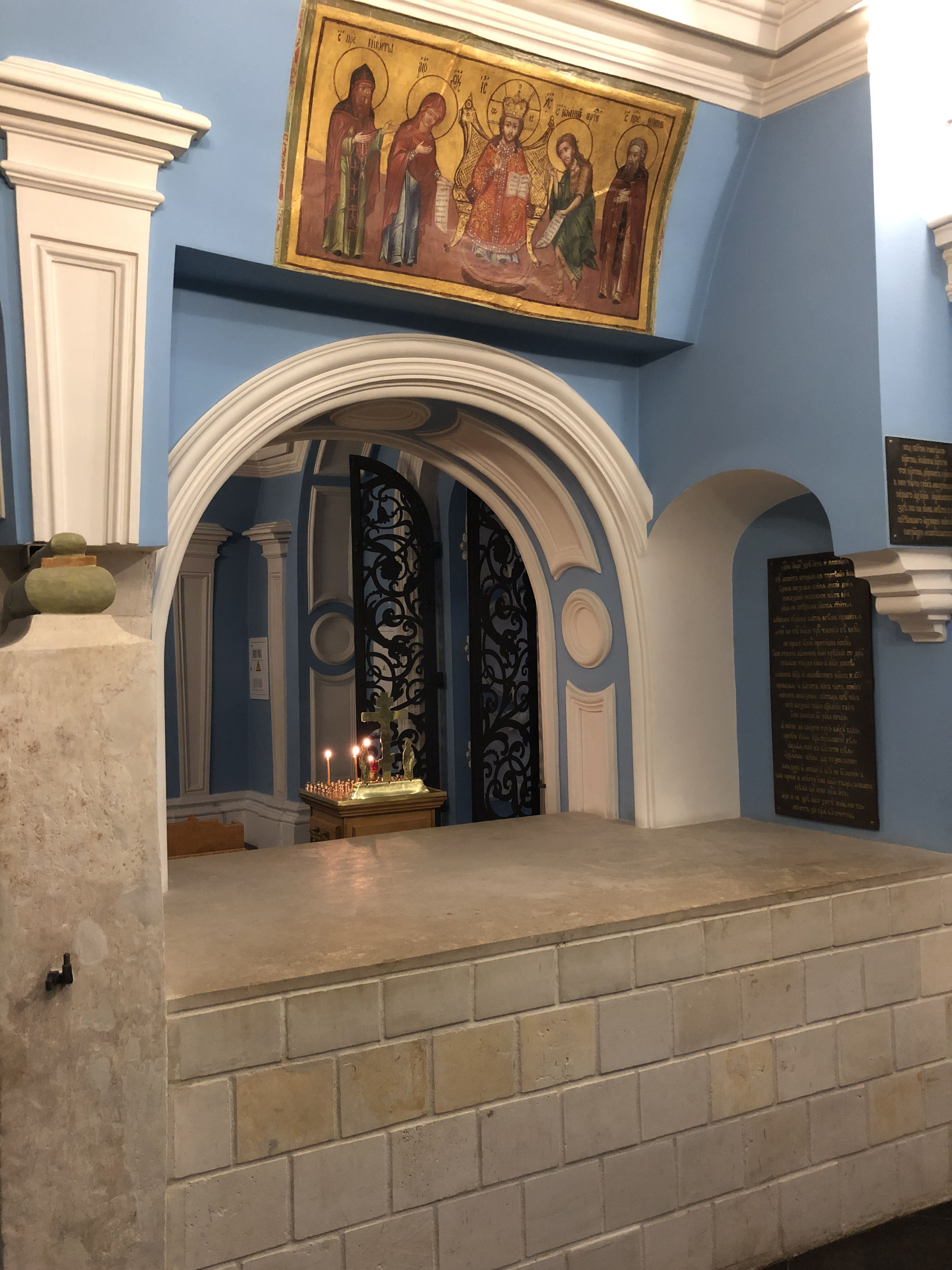
Гробница патриарха Никона

С восшествием на престол Фёдора Алексеевича ситуация изменилась. Тётка царя, царевна Татьяна Михайловна, с детства рассказывала молодому царю о делах патриарха Никона, его дружбе с царём, о спасении патриархом царской семьи во время мора 1656 года. В 1678 году Фёдор Алексеевич посетил Воскресенский монастырь, где нашёл поразительное здание, недостроенное и находившееся в полном запустении. Удивившись глубине и силе замысла патриарха, Фёдор Алексеевич по возвращении в Москву обратился к патриарху Иоакиму с просьбой рассмотреть дело Никона, однако получил отказ, мотивированный неподсудностью московскому патриарху решений собора с участием представителей вселенских патриархов (несмотря на их сомнительный статус). Фёдор Алексеевич обратился напрямую к вселенскому патриарху в Константинополь с аналогичной просьбой о помиловании Никона. Патриарх в специальном послании даровал Никону прощение и вернул все права, в том числе право поминания на службах как патриарха. Одновременно шла подготовка хозяйства монастыря к началу строительных работ; были приписаны 24 монастыря с их имениями. Однако ни Никону, ни Фёдору Алексеевичу не суждено было увидеть собор завершённым — патриарх умер на пути из ссылки неподалёку от Ярославля 6 августа 1681 года и был погребён, согласно его завещанию, в южном приделе (Усекновения главы Иоанна Предтечи) собора Воскресенского Новоиерусалимского монастыря. Менее чем через год, 27 апреля 1682 года, скончался царь Фёдор Алексеевич. Таким образом, строительство пришлось начинать без главного вдохновителя и автора замысла собора. Это сказалось на качестве пространственных решений. Вместо могучей восьмигранной главы, столь характерной для всех построек святейшего патриарха, появилась сравнительно небольшая цилиндрическая глава. Вместо высокого деревянного шатра был построен кирпичный, для чего были усилены кольцевые опоры ротонды, получившие вид очень толстых столпов с щелевидными проёмами между ними. Ротонда из просторного зала с довольно стройными колоннами превратилась в пространство, буквально «заставленное» непропорционально толстыми столбами (сохранились до сих пор в таком виде). Кирпичный шатёр получил довольно приземистые очертания с очень пологим «полуглавием». В целом новые завершения были близки существовавшим тогда в самом иерусалимском храме Гроба Господня. Шатёр Новоиерусалимского храма, диаметр основания которого составлял 23 м, а высота 18 м, был крупнейшим техническим достижением своего времени. Сооружение с тремя рядами окон было покрыто «мраморной чешуёй» (возможно, имитацией мрамора, выполненной из изразцов, или гонтом, выкрашенным под мрамор масляной краской). Венчала шатёр медная золочёная полуглава. В центре ротонды располагается главная святыня — часовня Гроба Господня (кувуклия) — прямоугольная, украшенная изразцами палатка. Она повторяла часовню иерусалимского храма, изменённую после 1808 года.
18 января 1685 года новый собор был торжественно освящён в присутствии царей Ивана и Петра и соправительницы царевны Софьи новгородским митрополитом Корнилием. Сразу же после освящения было дано указание обмерить и описать «великую каменную церковь». Чертёж собора, выполненный по результатам обмеров вместе с деревянным образцом, взятым из монастыря, было приказано предоставить в Посольский приказ князю Василию Голицыну. С 1682 по 1706 год продолжалось устройство в храме приделов по образцу иерусалимского храма, причём для пяти из них ещё при патриархе были созданы изразцовые иконостасы.

### Обрушение шатра ротонды в 1723 году и первые оценки случившегося
В июне 1723 года в Святейший синод поступило сообщение архимандрита Лаврентия (Горки): «…каменный шатёр, что над Гробом Господним, обрушился и впал по нижние хоры, а оставшиеся стены во многих местах расселися до земли …». Массовых жертв удалось избежать благодаря счастливому совпадению — в день 23 мая 1723 года, когда произошло обрушение, отмечался праздник Вознесения Господня, и все служители и прихожане находились на горе, называемой Елеон, к востоку от монастыря.
Несмотря на серьёзность произошедшего, Синод не предпринял никаких мер. Только в 1726 году в монастырь был направлен Пётр Еропкин, определивший, что шатёр обрушился из-за фундамента, под которым в некоторых местах просел грунт. Осенью 1726 года в храме, стоявшем до тех пор без покрытия, произошёл пожар, уничтоживший кровли и другие деревянные части собора. В следующем, 1727 году собор осматривал архитектор Т. Усов. 
В 1730 году московские солдаты под смотрением капитана Воротникова начали разборку обрушившегося шатра и ротонды. При падении шатра почти не пострадала часовня в центре ротонды, имитирующая Гроб Господень; из этого обстоятельства современные исследователи сделали заключение, что обрушение произошло не из-за слабости фундамента.
Наконец, в 1731 году Синод потребовал от Сената прислать архитектора для решения вопроса восстановления собора из Петербурга, так как в тот момент в Москве работал лишь один Христофор Конрад, занятый цейхгаузным строением.

### 1731—1744. Деятельность архитектора И. Ф. Мичурина
Разбор завалов от разрушенного шатра, начавшийся в октябре 1730 года, был завершён в апреле 1732. Тогда же, по данным расходных книг, начались собственно восстановительные работы.
В июне 1731 года руководство восстановительными работами было передано Ивану Мичурину, который, возвратившись из Голландии, где изучал шлюзное дело, фундаментные работы и планировку садов, обратился в Сенат с просьбой определить его «при означенном в Воскресенском монастыре строении». Первоначально Мичурин предлагал разобрать повреждённую стену до фундамента, чтобы сохранить другие стены, однако этот план встретил сопротивление архимандрита.
Мичурин обмерил весь собор и составил проект его восстановления, в пояснении к проекту особо подчёркивая, что здание должно быть восстановлено в том виде, «…как прежде было». Он принял решение не разбирать фундаменты, нижние части стен ротонды и внутренние столбы первого яруса сооружения. Современные исследователи объясняют это обстоятельство тем, что причиной обрушения шатра была не слабость фундаментов. Вероятно, в западной части основания шатра ротонды лопнули связи, вследствие этого шатёр целиком сначала сместился на запад и лишь потом упал на двухъярусную галерею, огибавшую ротонду.
В августе 1732 года Мичурин сообщил в своём послании в Сенат, что стены ротонды восстановлены до пят сводов палаток, устроенных в наружной стене сооружения.
В 1732—1738 годах по проекту Ивана Мичурина было восстановлено два нижних яруса ротонды, обрамления оконных проёмов, цоколь и междуэтажные карнизы, в интерьере восстанавливается украшенный изразцами парапет второго яруса галерей ротонды. В 1738 и 1744 годах Мичурин вторично составил смету на строительство третьего яруса ротонды и венчающего всё сооружение кирпичного шатра на 10 000 руб. В 1744 году работы приостановились в связи с отъездом Ивана Мичурина в Киев, где под его руководством возводилась Андреевская церковь (по проекту Бартоломео Растрелли).
По заказу Мичурина были сделаны формы для новых изразцов, с большой степенью точности воспроизводящие первоначальные образцы.

### 1749—1762. Архимандрит Амвросий и восстановление собора

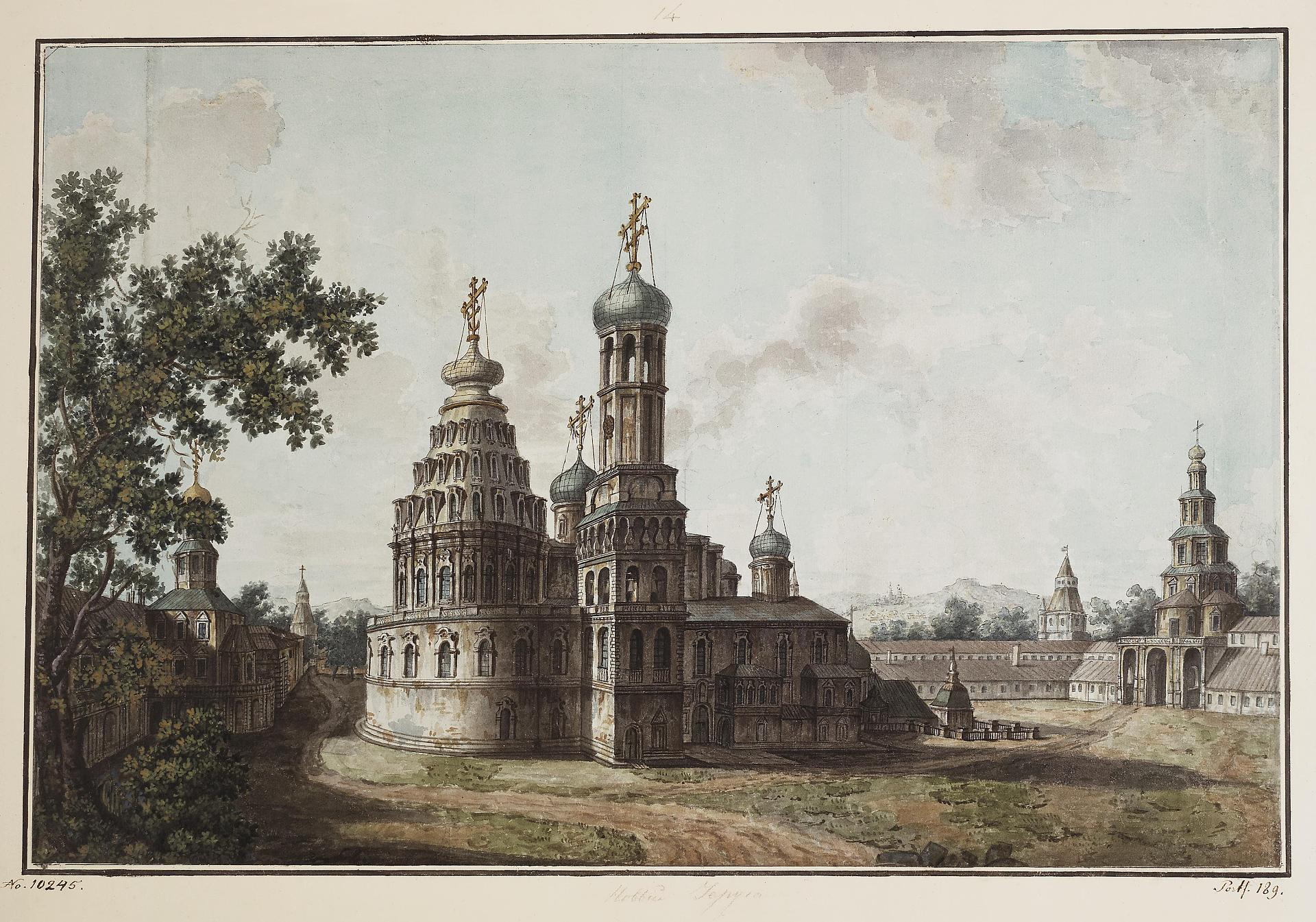
Картина Ф. Я. Алексеева Новый Иерусалим. Собор Воскресения Христова. 1800 г.

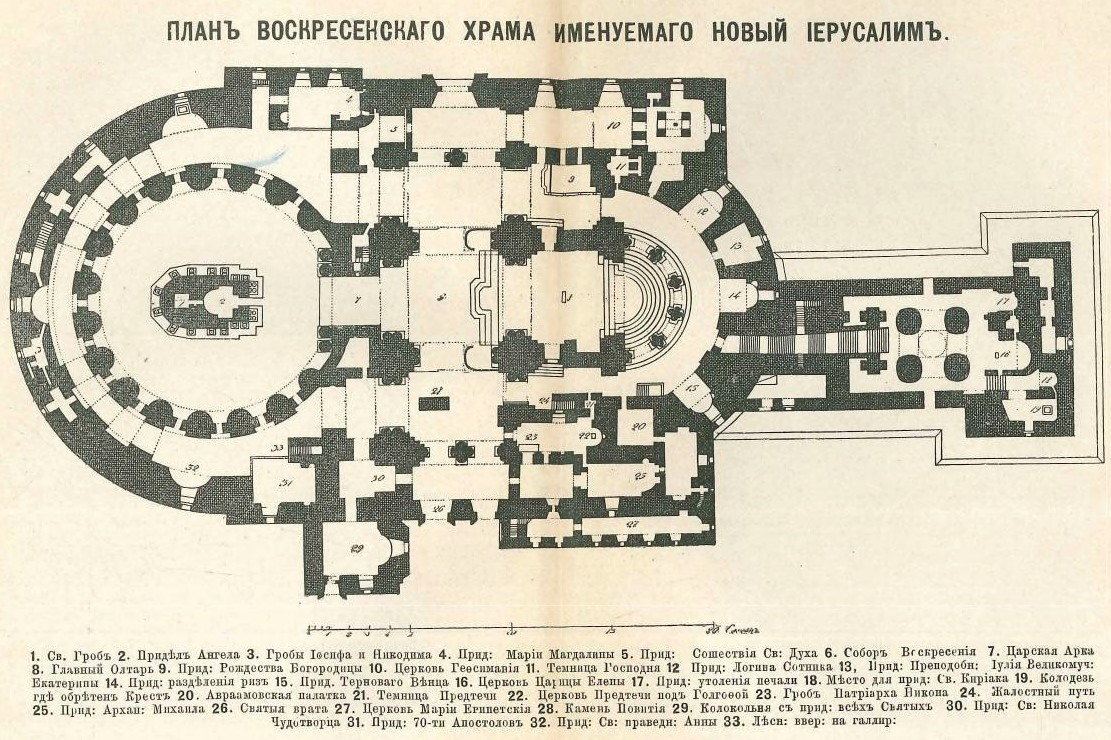
План Воскресенского храма. Репродукция 1886 г.

Оживление восстановительной деятельности в конце 1740-х годов было связано с назначением в монастырь архимандрита Амвросия (будущего митрополита, убитого во время чумного бунта 1771 года в Москве). Амвросий был связан с правительственными кругами Петербурга, добился посещения монастыря в 1749 года императрицей Елизаветой Петровной и мгновенного выделения суммы, рассчитанной ещё в смете Ивана Мичурина, необходимой для завершения всех восстановительных работ в соборе.
Первоначально, архимандрит Амвросий предполагал восстановление собора в русле, намеченном Мичуриным, для чего предполагалось привлечь Я. Флегнера и поручить ему работы по восстановлению керамического оформления, однако эта задача не была реализована из-за смерти Флегнера в 1749 году.
В 1749 году было составлено ещё несколько проектов восстановления шатра. Один из проектов был составлен учениками И. Мичурина, архитекторами Дмитрием Ухтомским и Алексеем Евлашевым. Проект предусматривал разборку восстановленных Мичуриным нижних ярусов здания и строительство полностью новой ротонды. Мотивировалось это тем, что «…старый фундамент …весь переколебался». Однако следует учесть характер специальных знаний И. Мичурина, изучавшего в Голландии, стране с очень сложными условиями строительства (рыхлые грунты и высокий уровень грунтовых вод) строительство шлюзов и особенно методы возведения фундаментов. При всех этих знаниях И. Мичурин не перекладывал старый фундамент, напротив, возводил на нём новые части и предполагал устройство каменного шатра. Вероятно, Ухтомский и Евлашев пытались избавиться в первую очередь от громоздких опор первого яруса, обезображенных прикладками ещё в конце XVII века, из-за чего проходы между ними имели вид узких щелей (существуют и сейчас в таком виде). Почти одновременно в Синод поступило предложение от московского артиллерийского архитектора Мошкопа (на русский лад Мошков, вероятно первоначально Мускопф) об устройстве железного шатра. Достоинством этого проекта было отсутствие необходимости ломать какие-либо существующие части здания. Синод больше всего устраивали проекты Мичурина и Мускопфа, так как они укладывались в выделенную сумму в 10 000 руб. Однако архитекторы Ухтомский и Евлашев настаивали на необходимости перекладки фундаментов. По указу Елизаветы Петровны проекты Мичурина, Ухтомского-Евлашева и Мускопфа были направлены обер-архитектору Б. Ф. Растрелли, который должен был вынести окончательное заключение о том, какой проект принять за основу для дальнейших работ. Однако Растрелли послал в монастырь инженера Винченцо Бернардацци и гезеля архитектуры Карла Бланка с поручением обмерить построенные части ротонды и оценить качество фундаментов. Бланк и Бернардацци отметили плохое состояние фундаментов, опирающихся на истлевшие сваи, вбитые в песок. Растрелли создал свой проект восстановления ротонды и строительства кирпичного шатра после того, как здание будет разобрано и устроены новые фундаменты. Сметы к проекту составлено не было, за основу была взята смета проекта Ухтомского-Евлашева на 30 000 руб. Реализации проекта помешало нежелание Синода выделять какие-либо суммы сверх назначенной императрицей 10 000 руб, а также очевидное желание архимандрита Амвросия не ломать уже восстановленные части здания. В 1754 году архимандрит Амвросий обратился к Растрелли с идеей возведения деревянного шатра, покрытого кровельным железом, по аналогии с существовавшим тогда шатром в иерусалимском храме. В 1754 году Растрелли создал второй проект восстановления ротонды с сохранением имеющихся частей и возведением деревянного шатра. В 1755 году начались подготовительные работы, а в 1756—1759 годах был возведён деревянный шатёр по проекту инженера В. Бернардацци. Шатёр повторил общие очертания каменного шатра, но это уже было произведение архитектуры барокко. В новом третьем ярусе ротонды было устроено пятнадцать окон, в каждом из трёх ярусов шатра находилось по двадцать окон. Наиболее сильное впечатление сооружение производило внутри. Благодаря большому количеству окон всё помещение было залито светом. Интерьер украшали резьба и лепнина в стиле барокко. Хоры ротонды и межоконные пространства были заполнены живописными полотнами на 100 библейских сюжетов, выполненными в мастерской художника и будущего настоятеля монастыря Никона Зертис-Каменского. Это уникальное сооружение русской архитектуры XVIII века просуществовало до 1941 года. По определению Игоря Грабаря:

С точки зрения архитектурного типа здание было беспримерным и единственным во всей древней Руси. Его гигантский круглый зал с окружавшей его широкой галереей, наполненный светом, с исчезающим в высоте смело решённым шатром покрытия, тоже полным света и блеска, скульптурное и красочное одеяние стен собора — всё это в превосходном синтезе производило потрясающее впечатление. Мощная романская ротонда Старого Иерусалима, соединённая с русской шатровой крепостной башней, и беспредельный в своих перспективных эффектах, огромной зодческой силы зал в духе барокко, насыщенный сиянием света, сверканием золота, морем лепки и росписей, слились в этом подмосковном соборе в единый ансамбль небывалой торжественности…
— В. А. Чивилихин, Память. Книга вторая

### 1919—1941. Первый период существования музея
В марте 1920 года был образован Воскресенский (с 1930 — Истринский) историко-художественный музей. Воскресенский собор стал одним из основных экспонатов. В этот период происходили первые исследования элементов первоначального керамического оформления собора.

### 1941. Военные разрушения
10 декабря 1941 года, при отступлении после двухнедельной оккупации города Истры (до 1930 — Воскресенск), немецкие войска взорвали северный пилон и западную пару подкупольных столпов Воскресенского собора, в результате чего обрушились шатёр, Большая глава и колокольня. Пожаром был уничтожен главный иконостас со всеми иконами в интерьере собора. Кроме того, было существенно повреждено внутреннее убранство ротонды.
Факты разрушения Новоиерусалимского монастыря фигурировали в обвинительном заключении Нюрнбергского процесса.

## Реставрация

### Советское время
В январе 1942 года руины монастыря были обследованы бригадой работников Академпроекта. В 1942—1943 годах в мастерской «Академпроекта» под руководством Алексея Щусева на базе обмеров Фёдора Рихтера был создан первый эскизный проект реставрации собора. В 1944—1947 годах выпускники Московского архитектурного института Н. Любимова, И. Сахарова, М. Ковалева под руководством Петра Барановского провели обмеры керамического декора. В ноябре 1950 года на территории монастыря начались работы по разбору завалов и реставрации.
В 1952 году вышел «Проект генерального плана сохранения и реставрации памятника архитектуры Ново-Иерусалимского монастыря-музея» Барановского, где предлагалось восстановить собор в том виде, в котором он был в XVII веке, с сохранением «ценных особенностей», появившихся при проведении строительных работ XVIII века (в 1957 году идея восстановления «в характере XVII века» была отвергнута). Решение вопроса о восстановлении колокольни было отложено до полного изучения сохранившихся фрагментов. К 1957 году все работы, намеченные планом 1952 года (постоянно корректировавшимся), были проведены (в том числе укреплён аварийный юго-западный пилон), началось восстановление других сооружений на территории монастыря, необходимых для областного музея.
В 1956 году Барановский создал «Предварительный проект реставрации взорванных пилонов, соединяющих их арок и сводов». Строительные работы начались в 1957 году, и через 13 лет пилоны были восстановлены.
В 1958 году вышел эскизный «Проект покрытия над ротондой Воскресенского собора Ново-Иерусалимского монастыря» с тремя вариантами покрытия для сохранения лепного декора ротонды, предложенными Барановским. Третий вариант предусматривал возведение над ротондой шатра на металлическом каркасе с деревянной обшивкой, который позднее мог стать основой для проведения восстановительных работ. По этому варианту леса должны были возводиться только в центре ротонды (над кувуклией, уцелевшей при взрыве), таким образом сохранялась возможность проведения исследовательских и реставрационных работ в помещении. Проект не был реализован, позднее (в 1970—1990-х годах) строительные леса занимали всю ротонду и препятствовали изучению и восстановлению внутреннего убранства.
В 1975 году была возведена глава центральной части собора, керамический декор барабана главы восстановлен в 1984 году (проект Н. С. Любимовой). В конце 1980-х годов трестом «Мособлстройреставрация» была разработана документация на восстановление шатра ротонды с использованием металлоконструкций. Барановский критиковал проектные решения восстановления шатра. По его мнению, высота его была на 2 м ниже творения Бланка, не сохранены формы основания ротонды, люкарны в шатре были слишком узки, чтобы пропускать достаточно света. Главной же ошибкой Барановский считал покрытие шатра листами железа, материала, подверженного коррозии. Реставрационные работы в соборе так и не были завершены.

### Современность
В июле 1994 года состоялось решение о передаче Воскресенского Новоиерусалимского монастыря в ведение Русской православной церкви. Воскресенский собор с подземной церковью Константина и Елены был передан на первом же этапе — в 1995 году.

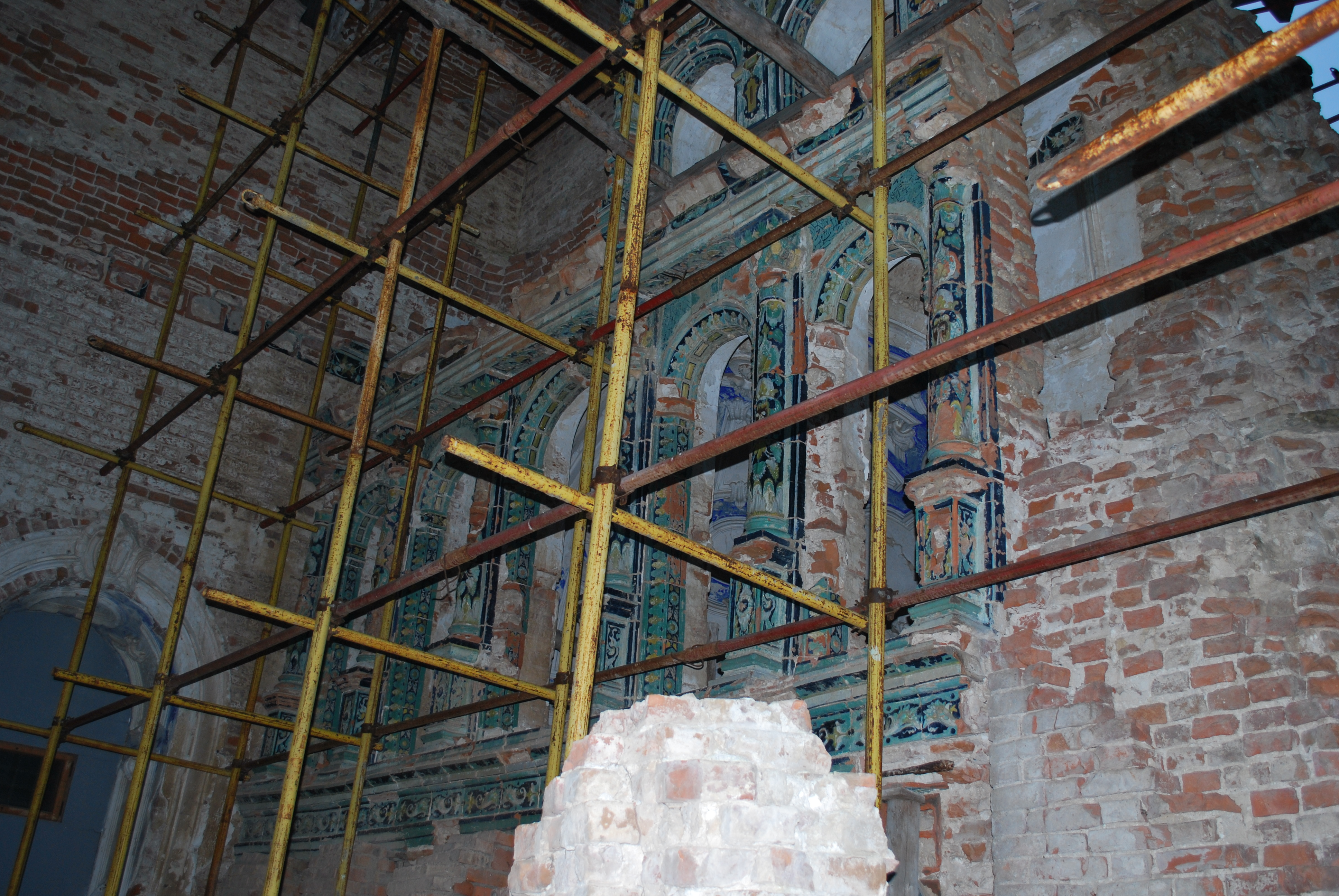
Интерьер собора,
декабрь 2008 года

В результате совместного посещения монастыря летом 2008 года патриархом Алексием II и президентом России Дмитрием Медведевым было принято решение о создании попечительского совета для оказания помощи в восстановлении обители, при котором позднее возник «Благотворительный фонд по восстановлению Воскресенского Ново-Иерусалимского ставропигиального мужского монастыря Русской Православной Церкви». В марте 2009 года был опубликован Президентский указ № 245 «О мерах по воссозданию исторического облика Воскресенского Ново-Иерусалимского монастыря», давшего поручение о выделении бюджетных средств — кроме собранных Фондом пожертвований, ежегодно из федерального бюджета выделялись субсидии, составившие почти 10 млрд рублей. Начавшиеся в том же году масштабные строительно-восстановительные работы длились около десяти лет и были завершены к 2019 году.
Для проведения археологических, архивных и изыскательских работ привлекались специалисты Центральных научно-реставрационных проектных мастерских (ЦНРПМ). В целях обеспечения научно-обоснованного подхода к реставрации и участия в ней научной, культурной и музейной общественности в феврале 2009 года был создан экспертный совет под председательством Андрея Баталова (зам. директора ГИКМЗ «Московский Кремль»), его заместителем стал игумен Феофилакт (наместник Воскресенского Ново-Иерусалимского монастыря). В совет также вошли Александр Кудрявцев (президент Российской академии архитектуры и строительных наук, президент МАрхИ), Наталья Абакумова (директор ГМВК «Новый Иерусалим») и другие специалисты. Генеральным подрядчиком стала петербургская строительная компания «Балтстрой». Работы в помещениях собора коснулись реставрации приделов собора, воссоздания керамических печей, лепного и керамического декора, золочения деталей интерьера, а также настенной живописи. В ходе реконструкции в соборе проложили коммунальные сети для постоянного отопления (прежде помещения не отапливались). Практически из руин восстановили прилегающую к собору с южной стороны 73-метровую колокольню. Были воссозданы часы с шестого яруса колокольни, изразцовый иконостас XVII века Надвратной церкви, заново отлили на воронежском заводе набор колоколов, которых, согласно описям XVII века, было пятнадцать. Осенью 2019 года премьер-министр России Дмитрий Медведев заявил, что реставрация Новоиерусалимского монастыря завершена.

Воскресенский собор после реставрации монастыря, закончившейся в 2019 году
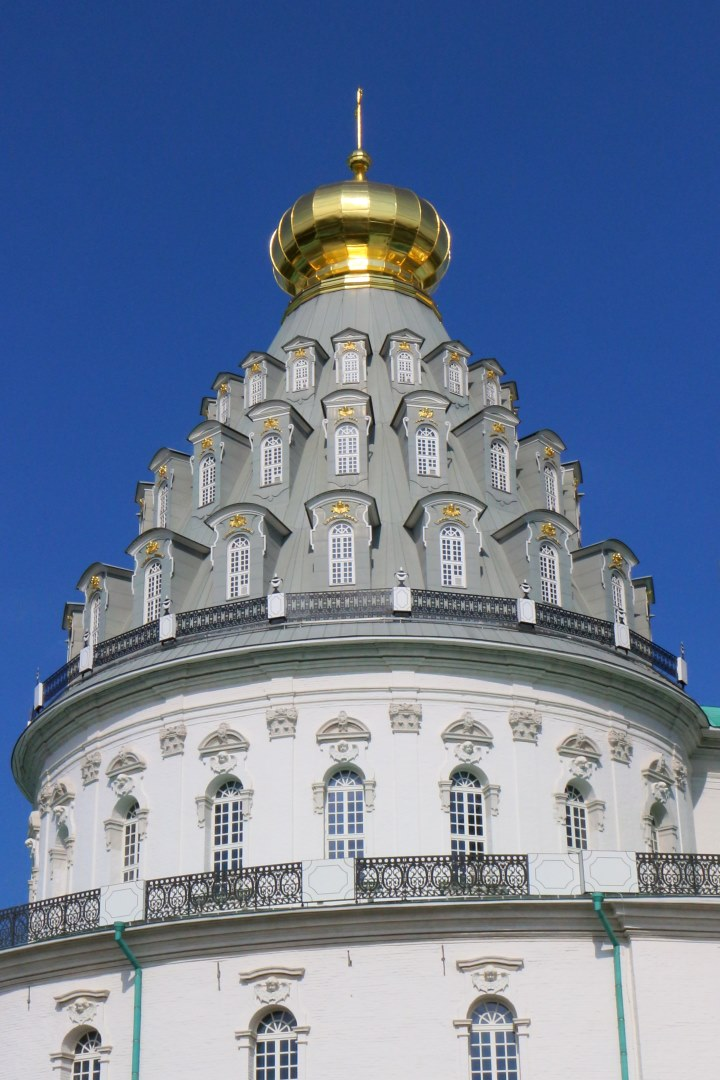
Ротонда
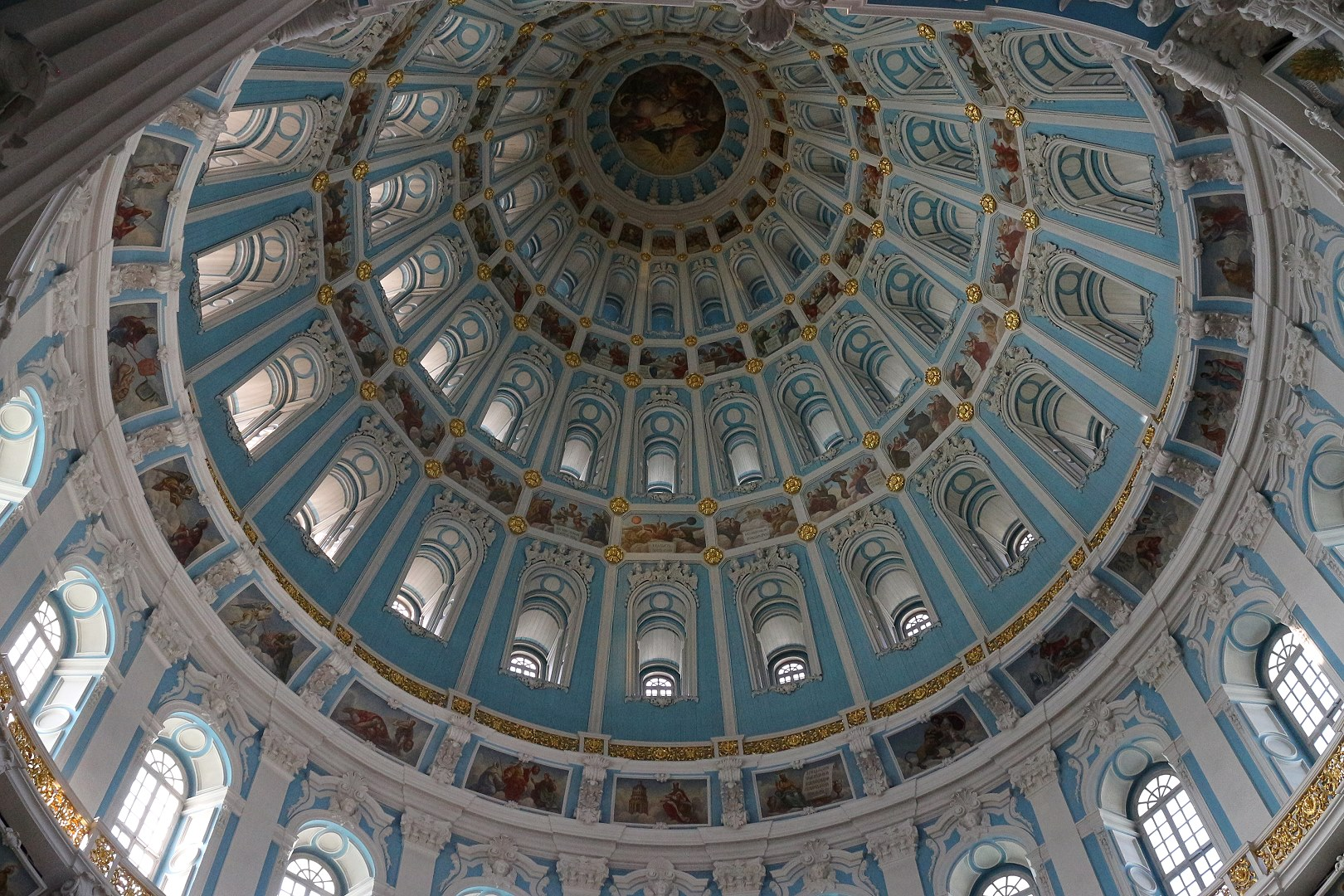
Шатёр ротонды
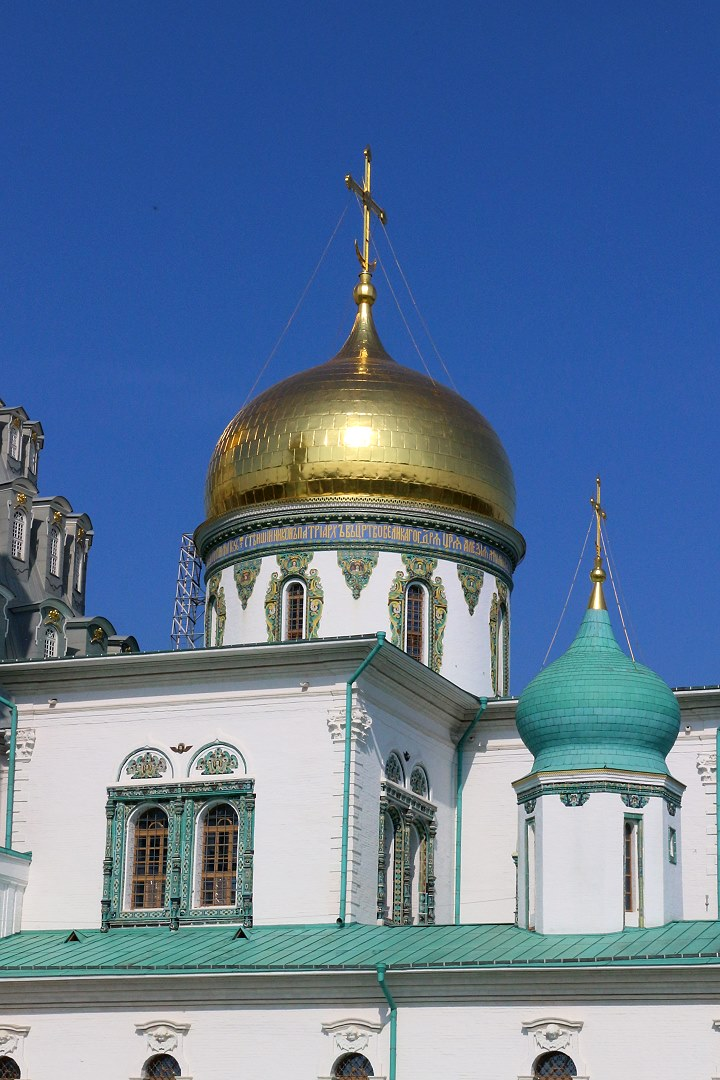
Большая глава
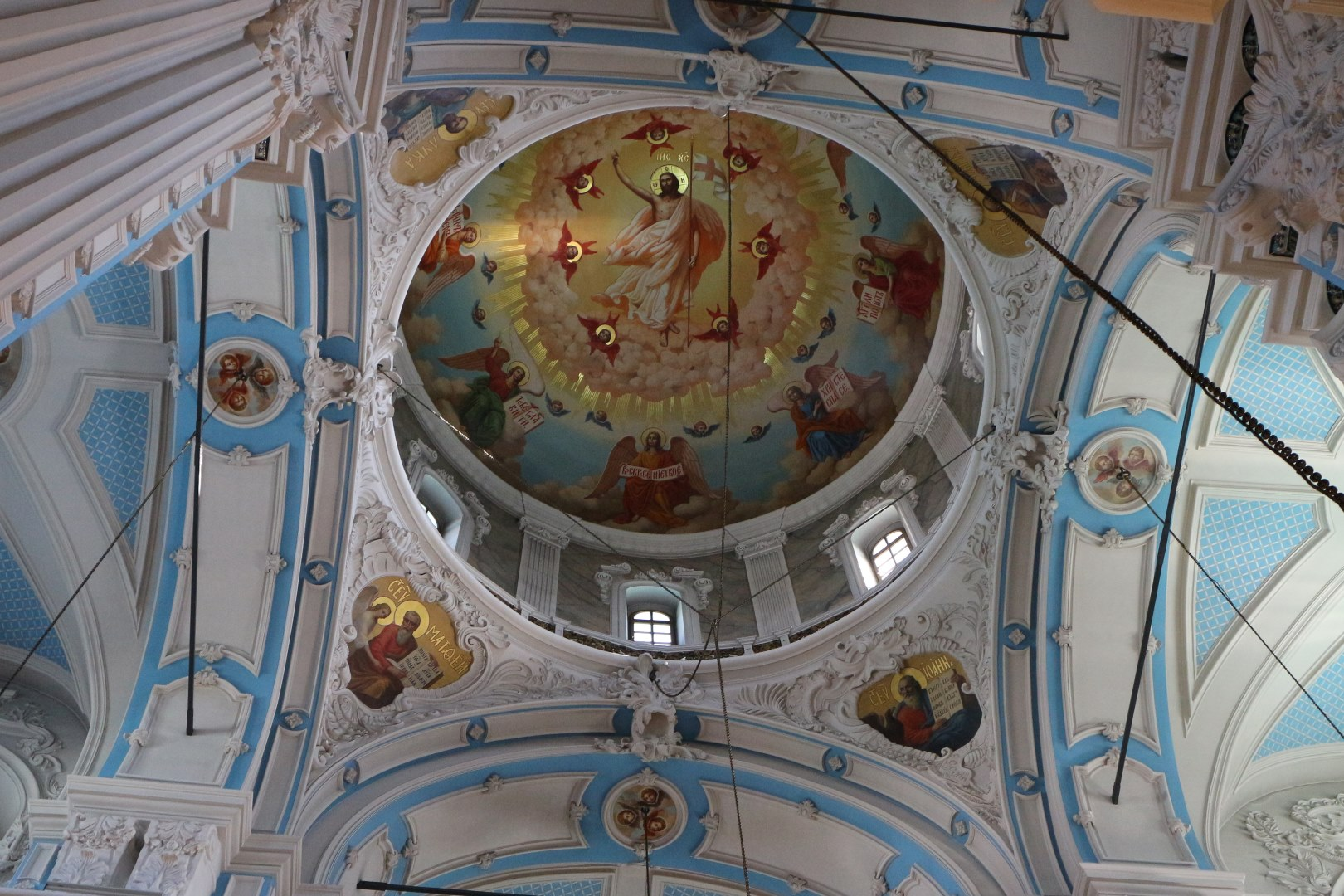
Купол Большой главы
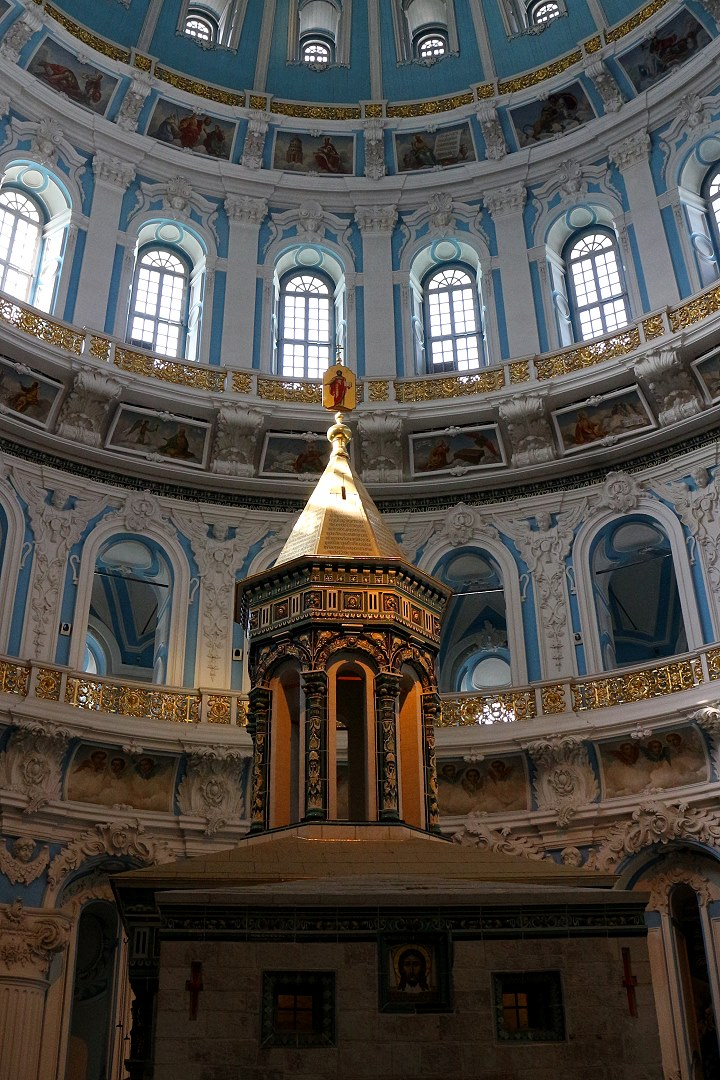
Кувуклия
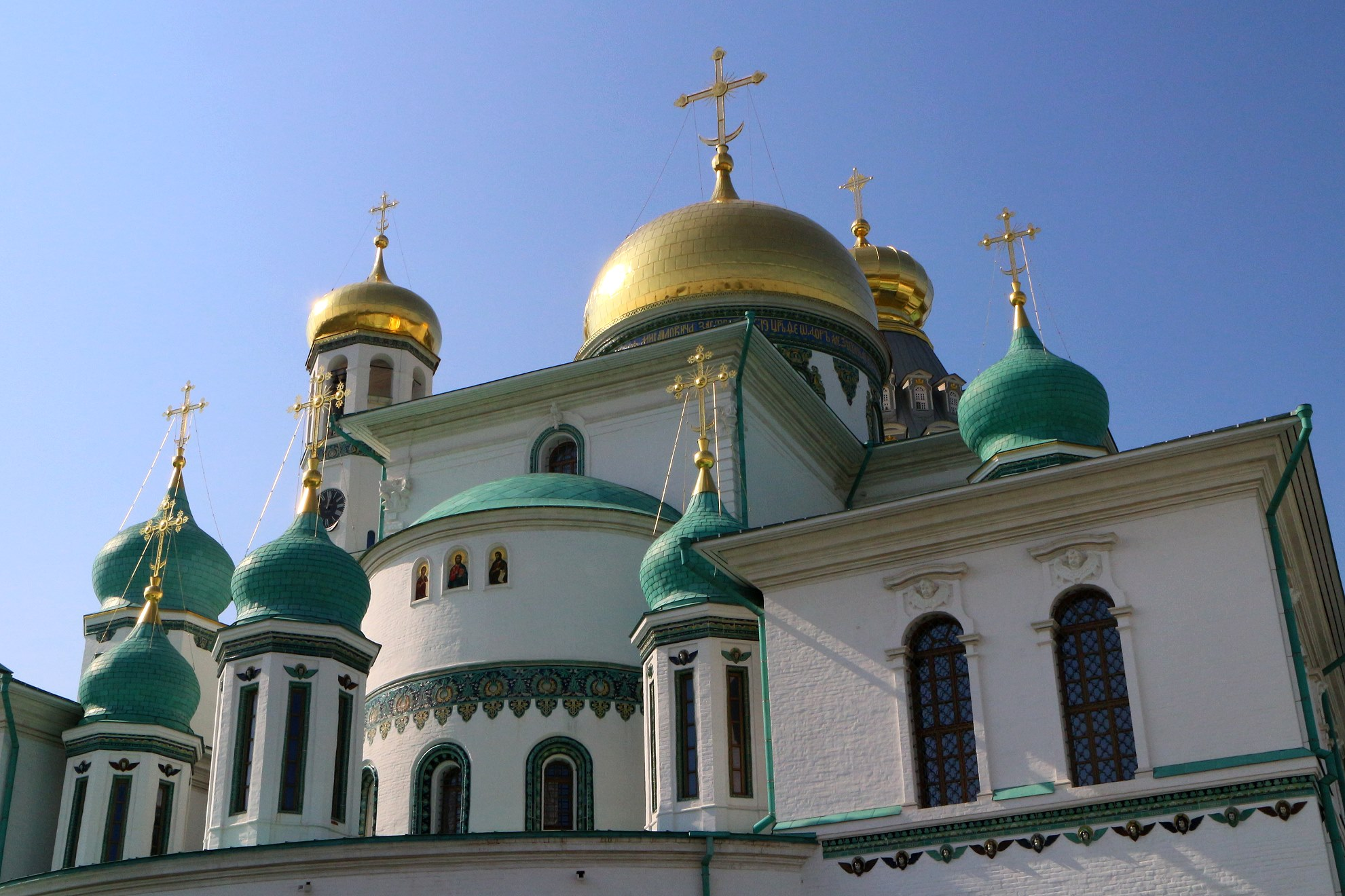
Вид с восточной стороны

#### Критика
Ещё на стадии подготовки к восстановительным работам инициативной группой культурной общественности было направлено письмо на имя президента России Д. А. Медведева, в котором выражалось обоснованное опасение проведения масштабных строительных работ:

…ансамбль монастыря является уникальным объектом культурного наследия федерального значения, и по Федеральному закону № 73-ФЗ «Об объектах культурного наследия (памятниках истории и культуры) народов Российской Федерации», в соответствии с его ст. 40 здесь можно проводить лишь ремонтно-реставрационные работы. Они осуществляются согласно ст. 45 только лицензированными специалистами и организациями по проектной документации, согласованной с органами охраны культурного наследия.
 Без научно-методического контроля этот ключевой памятник искусства, истории Церкви и Российского государства может быть искажён.
— Из письма общественной инициативной группы, 2009
В 2012 году вопреки мнению общественности началась перестройка шатра — сварные конструкции 1980-х (авторства Нодара Канчели) были заменены, к декабрю 2014 года ротонда приобрела новый силуэт, к осени 2015-го кровельные работы были полностью завершены.
Тревогу забил в ноябре 2015 года Евгений Соседов, председатель совета в Московском отделении ВООПИиК, воспользовавшийся фотографиям, опубликованными в соцсетях выпускником МАрхИ Виталием Цариным, — на них сопоставлялись прежние виды с современными и было очевидным несоответствие пропорций заново отстроенного шатра. Также комментировались фотографии реставрационных работ внутри собора:

К вопросу об «исторической реставрации» Нового Иерусалима.
 Поистине историческим в ней стал масштаб освоения бюджетных средств, а всё остальное…
— Евгений Соседов, председатель совета в Московском отделении ВООПИиК, ноябрь 2015
За два года до этого главный архитектор проектов ЦНРПМ Алексей Куликов был отстранён от авторского надзора, несмотря на то, что изначально в основе всех решений мастерских преобладал архитектурный подход, позволявший находить консенсус между церковно-историческими и научными интересами.
Говоря о сохранности подлинных элементов в интерьерах собора, специалисты-реставраторы, следящие за ходом работ, упрекали строителей-новоделов в нарушении Венецианской хартии:

Иногда кажется, что после явных достижений советских реставраторов послевоенного периода, а затем и 1960—1970-х гг., периода неспешных кропотливых исследований и поисков Истины профессиональными реставраторами, как-то незаметно пришло время архитектурных коммивояжёров, интересы которых не простираются далее сиюминутных задач освоения выделяемых на реставрацию денег.
— Vitale, реставратор, выпускник МАрхИ, август 2013

## Комментарии
1. ↑  Под письмом на имя президента России Дмитрия Медведева подписались:

  - А. Л. Баталов — заместитель директора ГИКМЗ «Московский Кремль», эксперт Росохранкультуры, доктор искусствоведения, профессор
  - Л. А. Беляев — главный редактор журнала «Российская археология», доктор исторических наук
  - Ю. А. Веденин — директор Российского НИИ культурного и природного наследия имени Д. С. Лихачёва
  - В. Н. Выборный — член-корреспондент Российской академии архитектуры и строительных наук, заслуженный архитектор России
  - Е. Ю. Гагарина — директор ГИКМЗ «Московский Кремль»
  - С. В. Демидов — реставратор высшей категории, руководитель Патриаршего архитектурно-реставрационного центра Троице-Сергиевой лавры
  - В. В. Дмитриев — доктор геолого-минералогических наук, профессор
  - Л. И. Лифшиц — заведующий сектором древнерусского искусства Государственного института искусствоведения, эксперт Росохранкультуры
  - Н. А. Макаров — директор института археологии РАН, член-корреспондент РАН
  - Г. И. Маланичева — председатель Центрального Совета Всероссийского общества охраны памятников истории и культуры
  - Н. Д. Недович — главный архитектор Московского областного информационно-аналитического культурного центра, реставратор высшей категории, заслуженный архитектор России, профессор
  - Э. С. Смирнова — заслуженный деятель науки РФ, доктор искусствоведения
  - А. С. Щенков — заведующий кафедрой реставрации МАРХИ, эксперт Росохранкультуры, член-корреспондент Российской академии архитектуры и строительных наук, доктор архитектуры, профессор.